# 8678 Bäl
8678 Bäl är en asteroid i huvudbältet som upptäcktes den 1 mars 1992 i samband med det svenska projektet UESAC. Den fick den preliminära beteckningen 1992 ER6 och  namngavs senare efter den svenska småorten i Bäls socken belägen på östra Gotland.
Den tillhör asteroidgruppen Hygiea.
Bäls senaste periheliepassage skedde den 9 december 2021.